# آلهاندرو بدویا
آلخاندرو بدویا (انگلیسی: Alejandro Bedoya؛ زاده ۲۹ آوریل ۱۹۸۷) یک بازیکن فوتبال اهل ایالات متحده آمریکا است.
وی همچنین در تیم ملی فوتبال ایالات متحده آمریکا بازی کرده‌است.